# 오스카 준
오스카 준(일본어: 大須賀純, 1979년 5월 24일 ~ )은 일본의 성우이다.

## 출연 작품

### TV 애니메이션
2005년
- 페토페토씨(오오하시 신고)

2007년
- 크게 휘두르며(카노 슈고)

2008년
- 노기자카 하루카의 비밀(오가와)

2009년
- 노기자카 하루카의 비밀 2기(오가와)

2019년
- 앙상블 스타즈! (카게히라 미카)

### OVA
2006년
- 테니스의 왕자님 OVA(치토세 센리)

### 게임
2015년
- 앙상블 스타즈! (카게히라 미카)